# Železna Gora
Železna Gora (mađarski Vashegy) je naselje u općini Štrigova, u Međimurskoj županiji.
Nalazi se u sjeverozapadnom, briježnom dijelu Međimurja, na nadmorskoj visini od preko 300 m, nekoliko kilometara udaljena od najvišeg međimurskog vrha Mohokosa (344,4 m). Područje oko nje je vrlo pogodno za uzgoj vinove loze.
Danas u Železnoj Gori živi preko 380 stanovnika.
U njenoj blizini nalazi se dvorac Zichy-Terbocz, koji je nekad bio u vlasništvu plemićkih obitelji Zichy i Terbocz.

## Stanovništvo
| broj stanovnika | 442   | 378   | 537   | 604   | 569   | 672   | 655   | 613   | 809   | 805   | 668   | 612   | 546   | 493   | 501   | 465   | 379   |
|                 | 1857. | 1869. | 1880. | 1890. | 1900. | 1910. | 1921. | 1931. | 1948. | 1953. | 1961. | 1971. | 1981. | 1991. | 2001. | 2011. | 2021. |

## Vanjske poveznice
- Kroz Železnu Goru nekad je prolazila starorimska cesta[neaktivna poveznica]
- Obnova društvenog doma 2018. godine